# Dominika Buczak
Dominika Buczak (ur. 1975) – polska dziennikarka, felietonistka, pisarka i reportażystka. Członkini Unii Literackiej.
Absolwentka filologii polskiej na Uniwersytecie Jagiellońskim, studiowała również w Laboratorium Reportażu przy Uniwersytecie Warszawskim. W latach 2000–2006 pracowała w Radiu Kraków. Publikowała artykuły między innymi w magazynie „Wysokie Obcasy” – weekendowym dodatku do „Gazety Wyborczej”, tygodniku „Polityka”, magazynie Psychologicznym Ja, My, Oni, czy czasopiśmie „Zwierciadło”. W 2021 nominowano ją do Nagrody Literackiej dla Autorki „Gryfia”, w 2023 otrzymała nagrodę Targów Książki i Mediów Vivelo w kategorii literatura obyczajowa za „Całe piękno świata”.

## Publikacje
- Mike Urbaniak, Dominika Buczak: Gejdar. Ha!art, Warszawa, 2008. ISBN 978-83-61407-52-2.

## Książki
- Plac Konstytucji, Warszawa: Wielka Litera, 2019, ISBN 978-83-8032-347-6, OCLC 1111753988
- Dziewczyny z placu, Warszawa: Wielka Litera, 2020, ISBN 978-83-8032-484-8, OCLC 1183367645
- Całe piękno świata, Kraków: Wydawnictwo Literackie, 2022, ISBN 978-83-08-07528-9